# Agama turkiestańska
Agama turkiestańska (Paralaudakia lehmanni) – gatunek jaszczurki z podrodziny Agaminae w rodzinie agamowatych (Agamidae).

## Występowanie
Azja Środkowa – wschodni Turkmenistan, wschodni Uzbekistan, zachodni Tadżykistan, południowy Kirgistan i północny Afganistan.
Występuje w górach (Pamir i okoliczne pasma), na wysokości do 3400 m n.p.m. Żyje na terenach skalistych wśród rumowisk, rozpadlin i urwisk, często nad brzegami rzek i potoków. Ukrywa się oraz zimuje w szczelinach skalnych i pod kamieniami.

## Cechy morfologiczne
Osiąga 15 cm długości. Ciało spłaszczone grzbietobrzusznie. Na głowie za błonami bębenkowymi oraz na szyi fałdy skórne pokryte skupieniami licznych, ostrych łusek. Na grzbiecie wyraźne, szerokie, podłużne pasmo żeberkowanych, większych od pozostałych łusek. W tylnej części i na bokach tułowia występują rzędy niewielkich, skośnych wzgórków pokrytych większymi, silnie żeberkowanymi i kolczastymi łuskami. Na ogonie regularne pierścienie łusek. Ubarwienie szarogliniaste lub ceglaste z czarnymi, nieregularnymi plamkami na ogonie, czasem układającymi się w poprzeczne, czarne pasy. Samce mają czarne gardło z okresowo zanikającymi, pomarańczowymi plamkami.

## Odżywianie
Zjada głównie owady oraz pajęczaki.

## Rozród
Pod koniec czerwca lub w lipcu samica składa 2 lub 3 jaja o długości 20 mm.